# Pittosporum tanianum
Pittosporum tanianum là một loài thực vật thuộc họ Pittosporaceae. Đây là loài đặc hữu của New Caledonia. Môi trường sống tự nhiên của chúng là rừng ôn đới. Chúng hiện đang bị đe dọa vì mất môi trường sống.